# Штайнер, Генрих (филолог)
Генрих Штайнер (нем. Heinrich Steiner; 10 января 1841, Цюрих — 19 апреля 1889, Цюрих) — швейцарский филолог-востоковед и библеист.

## Биография
Изучал филологию и богословие в Цюрихском, Гейдельбергском и Лейпцигском университетах. В 1864 г. защитил докторскую диссертацию в Гейдельберге. Годом позже габилитировался с диссертацией о мутазилитах. В 1865—1866 гг. преподавал на филологическом отделении Гейдельбергского университета, после чего вновь габилитировался уже в области исследований Ветхого Завета и перешёл на богословское отделение; с 1868 г. экстраординарный профессор. В 1870 г. вернулся в Цюрих как профессор Цюрихского университета, в 1882—1884 гг. его ректор. Опубликовал брошюру «Введение в древнееврейскую поэзию» (нем. Ueber hebräische Poesie: Vortrag; 1873) и книгу о швейцарском богослове и гебраисте Иоганне Генрихе Хоттингере (1886).